# Ghioagă

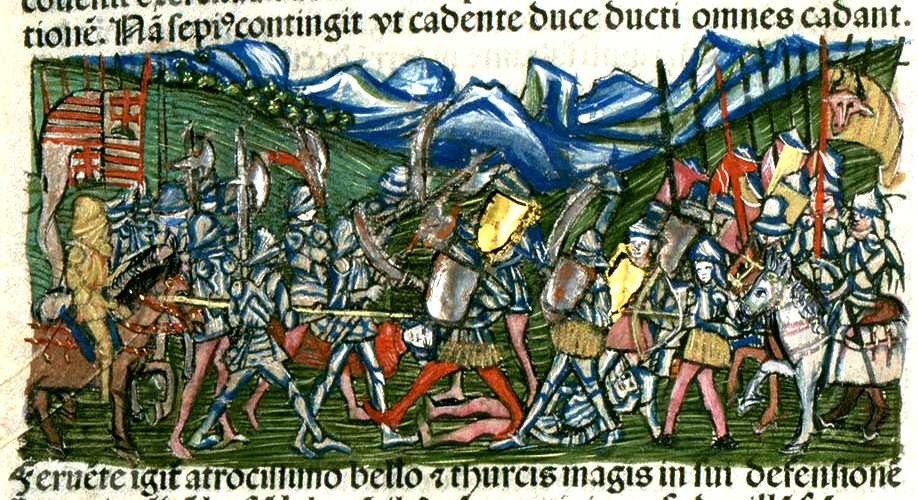
Trupele moldovenești purtând ghioage în luptă - Chronica Hungarorum Carte de Ioannes de Thurocz

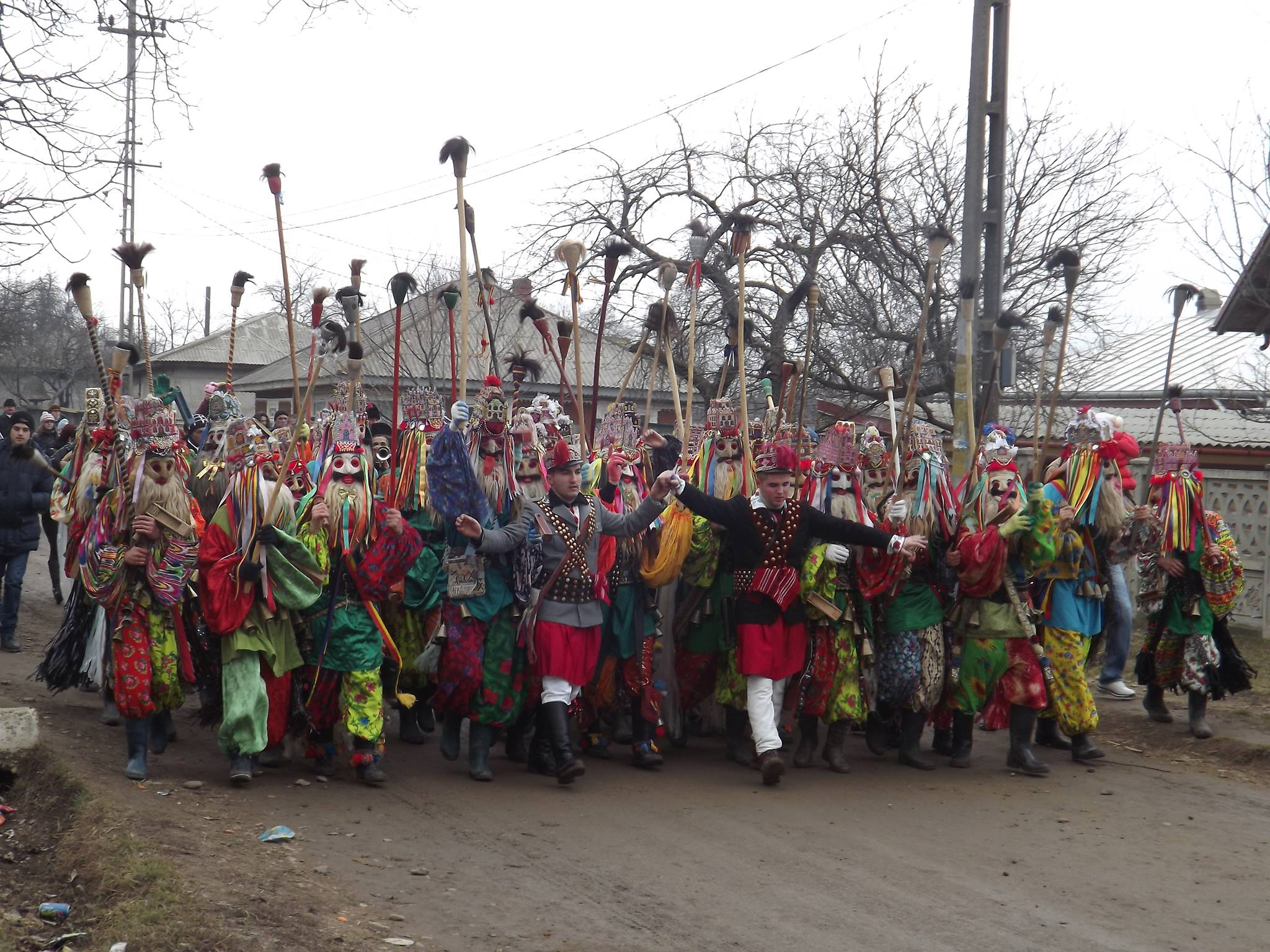
Ghioage tradiționale purtate de Malanca

Ghioaga este o armă veche de luptă, alcătuită dintr-un fel de ciomag (de lemn sau de fier) cu capătul bombat și ghintuit. De asemenea, mai poate fi denumită bâtă, măciucă, băț.
Aceste unelte au fost folosite din cele mai vechi timpuri că alternativă ieftină la uneltele din metal.
Această armă a fost folosită de către țăranii, iobagii, răzeșii și răsculații de pe întreg teritoriul României, de-a lungul istoriei. 
Există mai multe dovezi scrise de către autori autohtoni, dar și străini cu privire la cum erau folosite aceste arme în lupta de către țărănimea de pe teritoriul românesc.
Deși în ziua de azi s-au păstrat doar sub formă de obiecte ornamentale sau tradiționale, o dată pe an oamenii se întâlnesc în comuna Ruginoasa, Iași, pentru a se confruntă într-o bătălie veritabilă, full-contact, între două echipe.
Cele două tabere de la Ruginoasa, "Delenii" și "Vălenii", formate fiecare din câteva zeci de persoane și având măști și căști speciale, se confruntă lovindu-se cu bâtele și de multe ori își dau măștile jos, pentru a continua bătaia fără ghioage.